# Hláska (Liberk)
Hláska (německy Hlaska) je vesnice, část obce Liberk v okrese Rychnov nad Kněžnou. Nachází se asi 1,5 km na východ od Liberku. Prochází zde silnice II/318. V roce 2009 zde bylo evidováno 68 adres. V roce 2001 zde trvale žilo 194 obyvatel.
Hláska je také název katastrálního území o rozloze 2,58 km2.

## Fotografie

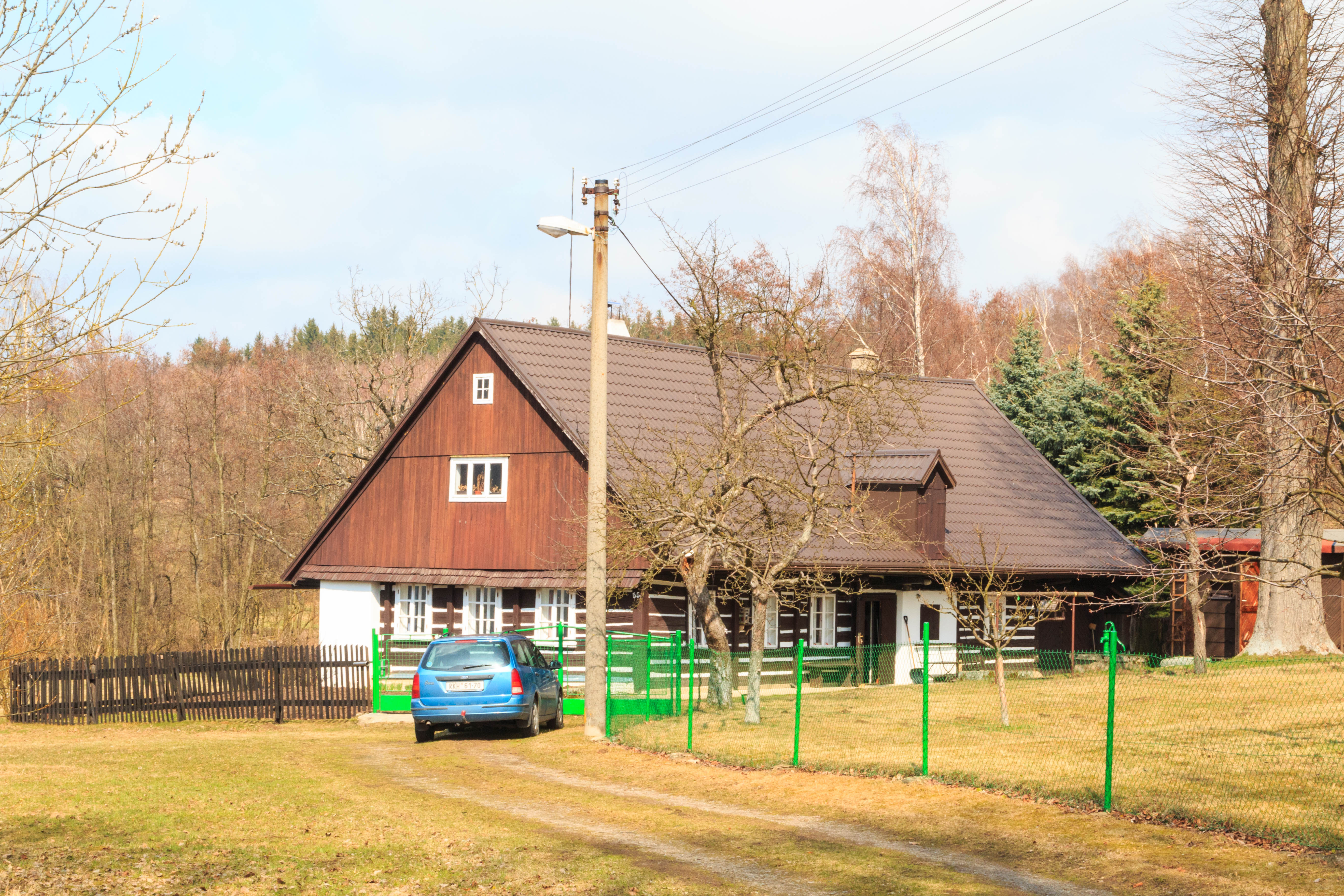
Hláska u Liberka - čp. 55
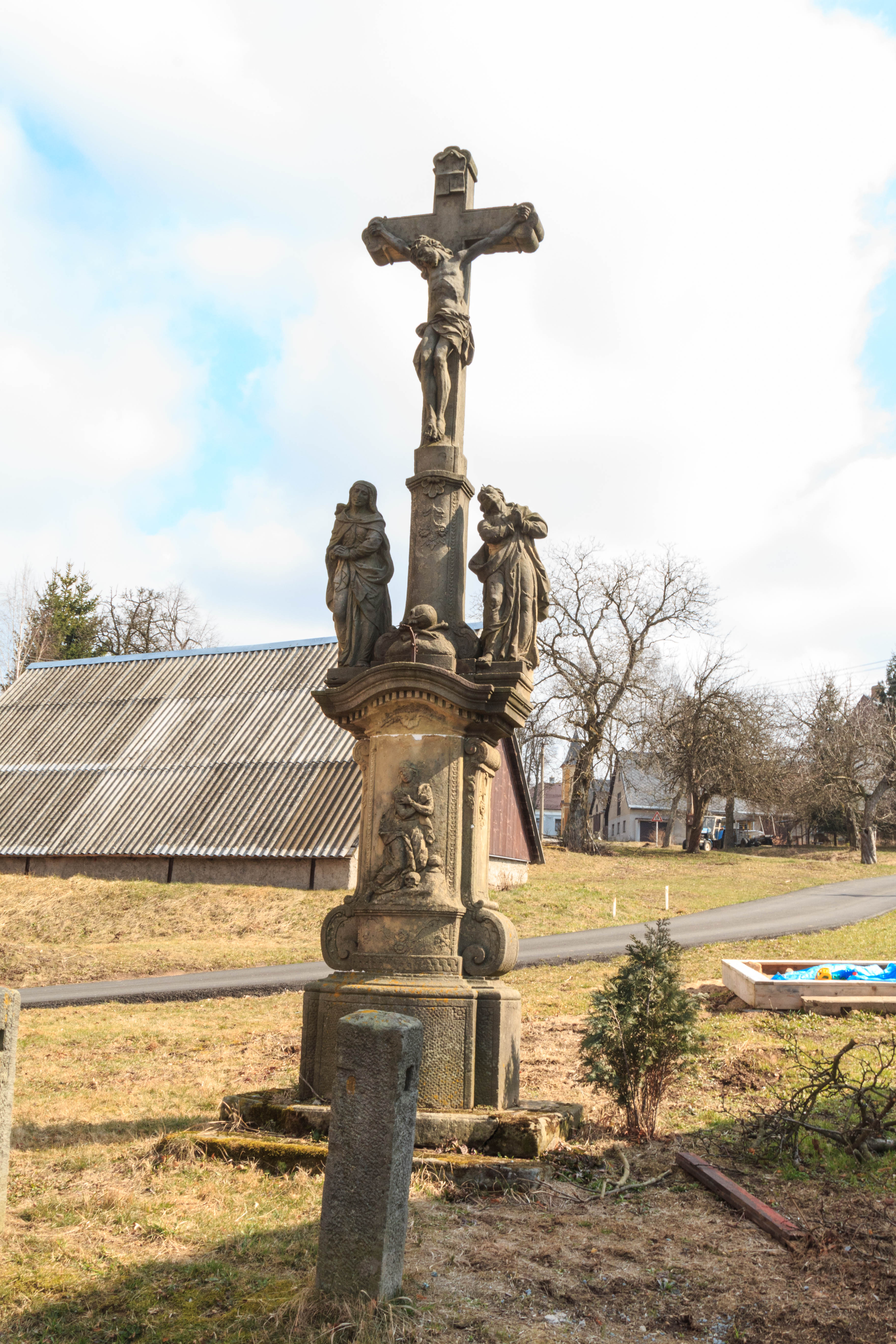
Hláska u Liberka - kříž
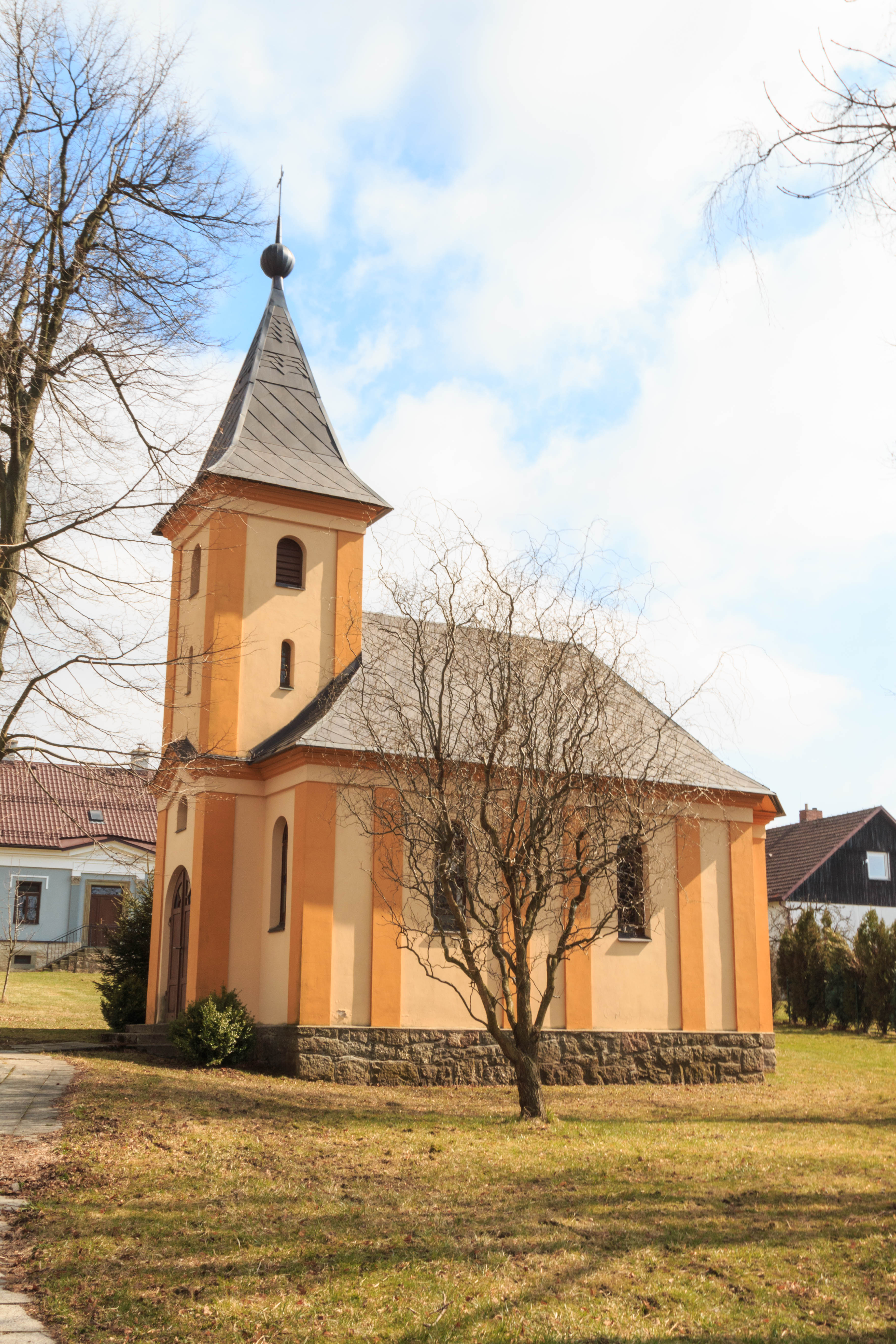
Hláska u Liberka - kaple
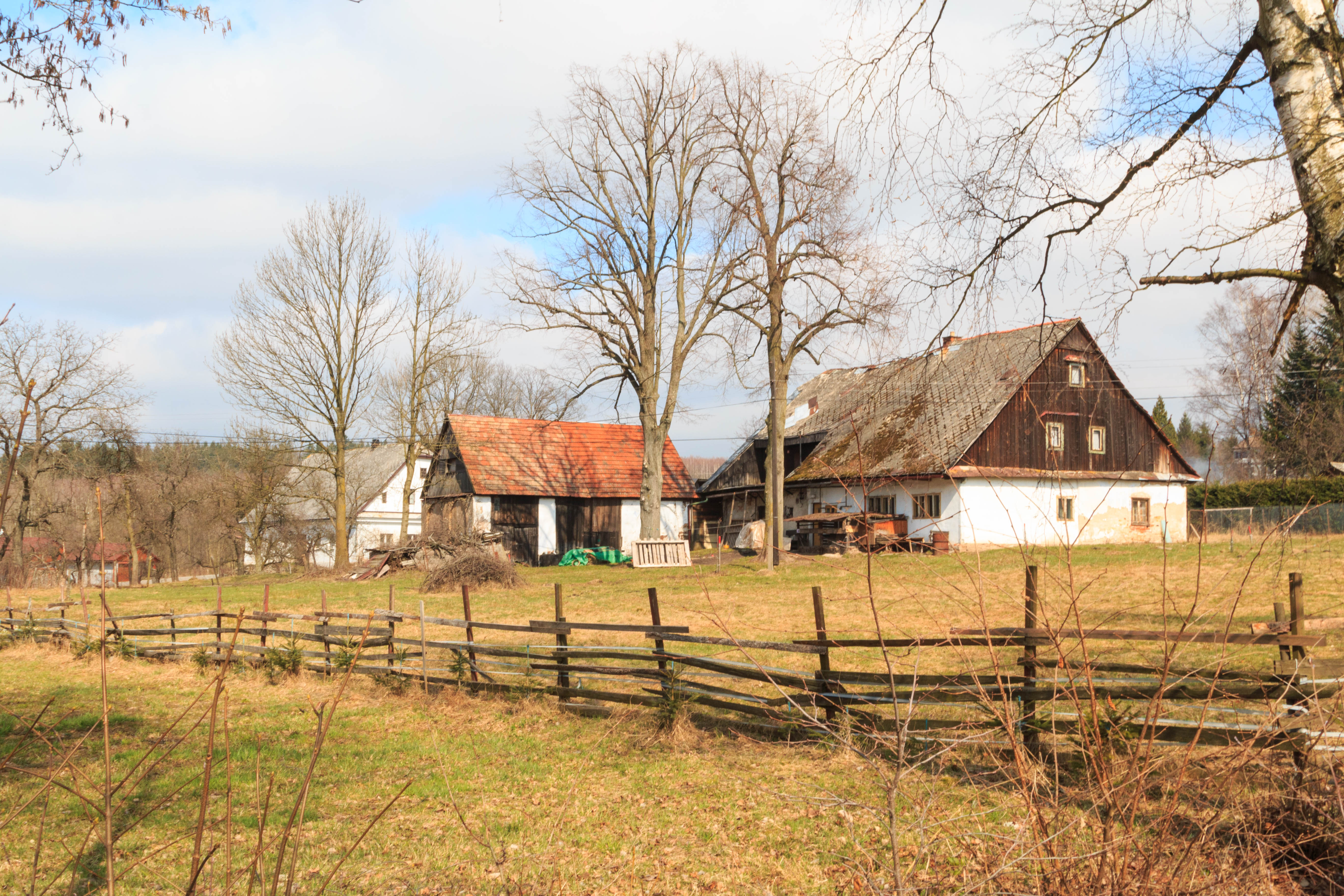
Hláska u Liberka - čp. 50